# Alanen Savijärvi och Iso Savijärvi
Alanen Savijärvi och Iso Savijärvi är en sjö i kommunen Kuhmois i landskapet Mellersta Finland i Finland. Sjön ligger 100,5 meter över havet. Arean är 59 hektar och strandlinjen är 12,28 kilometer lång. Den  ingår i Kymmene älvs huvudavrinningsområde.  Sjön är långsträckt i nord-sydlig riktning och består av tre sjödelar: Lakkajärvi i norr, Alainen Savijärvi i mitten och Iso Savijärvi i söder. Den ligger omkring 67 kilometer sydväst om Jyväskylä och omkring 170 kilometer norr om Helsingfors. 